# Liste des députés de la Xe législature de la Cinquième République
Cet article donne la liste par ordre alphabétique des députés français de la Xe législature (1993-1997).
Cette législature, ouverte le 2 avril 1993, à la suite des élections des 21 et 28 mars 1993, s'est terminée par la dissolution de l'Assemblée le 21 avril 1997, sur décision de Jacques Chirac.
Pour chaque député, la liste précise son département d'élection ainsi que le groupe dont il fait partie (pour les députés seulement apparentés à un groupe politique, un « a » précède le nom du groupe). Cette liste reflète la composition de l'Assemblée nationale à la date du 3 avril 1993. Les modifications apportées à la composition de l'Assemblée sont indiquées en notes.
- Haut – A
- B
- C
- D
- E
- F
- G
- H
- I
- J
- K
- L
- M
- N
- O
- P
- Q
- R
- S
- T
- U
- V
- W
- X
- Y
- Z

## A
| Nom                  |  | Groupe | Circonscription      |
| -------------------- |  | ------ | -------------------- |
| Jean-Pierre Abelin   |  | UDF    | Vienne               |
| Jean-Claude Abrioux  |  | RPR    | Seine-Saint-Denis    |
| Bernard Accoyer      |  | RPR    | Haute-Savoie         |
| Thérèse Aillaud      |  | a. RPR | Bouches-du-Rhône     |
| Pierre Albertini     |  | UDF    | Seine-Maritime       |
| Michèle Alliot-Marie |  | RPR    | Pyrénées-Atlantiques |
| Edmond Alphandéry    |  | UDF    | Maine-et-Loire       |
| Nicole Ameline       |  | UDF    | Calvados             |
| Jean-Paul Anciaux    |  | RPR    | Saône-et-Loire       |
| Jean-Marie André     |  | UDF    | Gard                 |
| René André           |  | RPR    | Manche               |
| André Angot          |  | RPR    | Finistère            |
| Gilbert Annette      |  | a. PS  | La Réunion           |
| Daniel Arata         |  | RPR    | Aude                 |
| Henri-Jean Arnaud    |  | RPR    | Ardèche              |
| François Asensi      |  | PCF    | Seine-Saint-Denis    |
| Jean-Claude Asphe    |  | RPR    | Eure                 |
| Henri d'Attilio      |  | PS     | Bouches-du-Rhône     |
| Philippe Auberger    |  | RPR    | Yonne                |
| Emmanuel Aubert      |  | RPR    | Alpes-Maritimes      |
| François d'Aubert    |  | UDF    | Mayenne              |
| Raymond-Max Aubert   |  | RPR    | Corrèze              |
| Rémy Auchedé         |  | PCF    | Pas-de-Calais        |
| Jean Auclair         |  | a. RPR | Creuse               |
| Gautier Audinot      |  | RPR    | Somme                |
| Jean-Marc Ayrault    |  | PS     | Loire-Atlantique     |

## B
| Nom                            |  | Groupe      | Circonscription      |
| ------------------------------ |  | ----------- | -------------------- |
| Pierre Bachelet                |  | RPR         | Alpes-Maritimes      |
| Roselyne Bachelot              |  | RPR         | Maine-et-Loire       |
| Jean-Claude Bahu               |  | RPR         | Rhône                |
| Patrick Balkany                |  | RPR         | Hauts-de-Seine       |
| Édouard Balladur               |  | RPR         | Paris                |
| Jean-Pierre Balligand          |  | PS          | Aisne                |
| Claude Barate                  |  | RPR         | Pyrénées-Orientales  |
| Gilbert Barbier                |  | UDF         | Jura                 |
| Jean Bardet                    |  | RPR         | Val-d'Oise           |
| Didier Bariani                 |  | UDF         | Paris                |
| Michel Barnier                 |  | RPR         | Savoie               |
| François Baroin                |  | RPR         | Aube                 |
| Raymond Barre                  |  | a. UDF      | Rhône                |
| Jacques Barrot                 |  | UDF         | Haute-Loire          |
| Claude Bartolone               |  | PS          | Seine-Saint-Denis    |
| André Bascou                   |  | RPR         | Pyrénées-Orientales  |
| Hubert Bassot.                 |  | UDF         | Orne                 |
| Jean-Pierre Bastiani           |  | UDF         | Haute-Garonne        |
| Christian Bataille             |  | PS          | Nord                 |
| Jean-Claude Bateux             |  | PS          | Seine-Maritime       |
| Dominique Baudis               |  | UDF         | Haute-Garonne        |
| Jacques Baumel                 |  | RPR         | Hauts-de-Seine       |
| Gilbert Baumet                 |  | Non inscrit | Gard                 |
| Charles Baur                   |  | UDF         | Aisne                |
| François Bayrou                |  | UDF         | Pyrénées-Atlantiques |
| Jean-Claude Beauchaud          |  | PS          | Charente             |
| Jean-Louis Beaumont            |  | UDF         | Val-de-Marne         |
| René Beaumont                  |  | UDF         | Saône-et-Loire       |
| Pierre Bédier                  |  | RPR         | Yvelines             |
| Jean Bégault                   |  | UDF         | Maine-et-Loire       |
| Didier Béguin                  |  | UDF         | Nièvre               |
| Pierre Bérégovoy               |  | PS          | Nièvre               |
| Christian Bergelin             |  | RPR         | Haute-Saône          |
| Jean-Louis Bernard             |  | UDF         | Loiret               |
| Michel Berson                  |  | PS          | Essonne              |
| André Berthol                  |  | RPR         | Moselle              |
| Léon Bertrand                  |  | RPR         | Guyane               |
| Jean Besson                    |  | RPR         | Rhône                |
| Raoul Béteille                 |  | RPR         | Seine-Saint-Denis    |
| Gilbert Biessy                 |  | PCF         | Isère                |
| Jérôme Bignon                  |  | RPR         | Somme                |
| Jean-Claude Bireau             |  | RPR         | Gironde              |
| Claude Birraux                 |  | UDF         | Haute-Savoie         |
| Jacques Blanc                  |  | UDF         | Lozère               |
| Michel Blondeau                |  | UDF         | Indre                |
| Roland Blum                    |  | UDF         | Bouches-du-Rhône     |
| Gérard Boche                   |  | UDF         | Puy-de-Dôme          |
| Alain Bocquet                  |  | PCF         | Nord                 |
| Jean-Claude Bois               |  | PS          | Pas-de-Calais        |
| Jean de Boishue                |  | RPR         | Essonne              |
| Marie-Thérèse Boisseau         |  | a. UDF      | Ille-et-Vilaine      |
| Philippe Bonnecarrère          |  | RPR         | Tarn                 |
| Yves Bonnet                    |  | UDF         | Manche               |
| Yvon Bonnot                    |  | UDF         | Côtes-d'Armor        |
| Augustin Bonrepaux             |  | PS          | Ariège               |
| Jeanine Bonvoisin              |  | UDF         | Seine-Maritime       |
| Jean-Louis Borloo              |  | Non inscrit | Nord                 |
| Franck Borotra                 |  | RPR         | Yvelines             |
| Bernard Bosson                 |  | UDF         | Haute-Savoie         |
| Jean-Michel Boucheron          |  | PS          | Ille-et-Vilaine      |
| Emmanuelle Bouquillon          |  | UDF         | Aisne                |
| Alphonse Bourgasser            |  | a. UDF      | Moselle              |
| Bruno Bourg-Broc               |  | RPR         | Marne                |
| Jean Bousquet                  |  | UDF         | Gard                 |
| Christine Boutin               |  | UDF         | Yvelines             |
| Loïc Bouvard                   |  | UDF         | Morbihan             |
| Michel Bouvard                 |  | RPR         | Savoie               |
| Jacques Boyon                  |  | RPR         | Ain                  |
| Jean-Pierre Braine             |  | PS          | Oise                 |
| Jean-Guy Branger               |  | UDF         | Charente-Maritime    |
| Patrick Braouezec              |  | PCF         | Seine-Saint-Denis    |
| Jean-Pierre Brard              |  | PCF         | Seine-Saint-Denis    |
| Lucien Brenot                  |  | a. RPR      | Côte-d'Or            |
| Philippe Briand                |  | RPR         | Indre-et-Loire       |
| Jean Briane                    |  | UDF         | Aveyron              |
| Jacques Briat                  |  | UDF         | Tarn-et-Garonne      |
| Louis de Froissard de Broissia |  | RPR         | Côte-d'Or            |
| Jacques Brossard               |  | UDF         | Deux-Sèvres          |
| Jacques Brunhes                |  | PCF         | Hauts-de-Seine       |
| Dominique Bussereau            |  | UDF         | Charente-Maritime    |

## C
| Nom                       |  | Groupe      | Circonscription       |
| ------------------------- |  | ----------- | --------------------- |
| Christian Cabal           |  | RPR         | Loire                 |
| Jean-Pierre Calvel        |  | UDF         | Rhône                 |
| François Calvet           |  | UDF         | Pyrénées-Orientales   |
| Bernard Carayon           |  | RPR         | Tarn                  |
| Pierre Cardo              |  | UDF         | Yvelines              |
| Alain Carignon            |  | RPR         | Isère                 |
| Grégoire Carneiro         |  | RPR         | Haute-Garonne         |
| René Carpentier           |  | PCF         | Nord                  |
| Antoine Carré             |  | UDF         | Loiret                |
| Michel Cartaud            |  | UDF         | Puy-de-Dôme           |
| Gérard Castagnéra         |  | RPR         | Gironde               |
| Nicole Catala             |  | RPR         | Paris                 |
| Laurent Cathala           |  | PS          | Val-de-Marne          |
| Jean-Charles Cavaillé     |  | RPR         | Morbihan              |
| Jean-Pierre Cave          |  | UDF         | Tarn-et-Garonne       |
| Robert Cazalet            |  | UDF         | Gironde               |
| Arnaud Cazin d'Honincthun |  | UDF         | Finistère             |
| Jacques Chaban-Delmas     |  | RPR         | Gironde               |
| René Chabot               |  | RPR         | Indre                 |
| Jean-Yves Chamard         |  | RPR         | Vienne                |
| Édouard Chammougon        |  | Non inscrit | Guadeloupe            |
| Hervé de Charette         |  | UDF         | Maine-et-Loire        |
| Jean-Paul Charié          |  | RPR         | Loiret                |
| Bernard Charles           |  | Non inscrit | Lot                   |
| Serge Charles             |  | RPR         | Nord                  |
| Jean Charroppin           |  | RPR         | Jura                  |
| Jean-Marc Chartoire       |  | UDF         | Puy-de-Dôme           |
| Georges Chavanes          |  | UDF         | Charente              |
| Ernest Chénière           |  | RPR         | Oise                  |
| Gérard Cherpion           |  | a. RPR      | Vosges                |
| Jean-Pierre Chevènement   |  | PS          | Territoire de Belfort |
| Jacques Chirac            |  | RPR         | Corrèze               |
| Paul Chollet              |  | UDF         | Lot-et-Garonne        |
| Jean-François Chossy      |  | UDF         | Loire                 |
| Pascal Clément            |  | UDF         | Loire                 |
| Colette Codaccioni        |  | RPR         | Nord                  |
| Jean-Pierre Cognat        |  | RPR         | Seine-et-Marne        |
| Daniel Colin              |  | UDF         | Var                   |
| Daniel Colliard           |  | PCF         | Seine-Maritime        |
| Louis Colombani           |  | UDF         | Var                   |
| Georges Colombier         |  | UDF         | Isère                 |
| Thierry Cornillet         |  | UDF         | Drôme                 |
| Gérard Cornu              |  | RPR         | Eure-et-Loir          |
| François Cornut-Gentille  |  | RPR         | Haute-Marne           |
| René Couanau              |  | UDF         | Ille-et-Vilaine       |
| Anne-Marie Couderc        |  | RPR         | Paris                 |
| Raymond Couderc           |  | UDF         | Hérault               |
| Bernard Coulon            |  | UDF         | Allier                |
| Charles de Courson        |  | UDF         | Marne                 |
| Alain Cousin              |  | RPR         | Manche                |
| Bertrand Cousin           |  | RPR         | Finistère             |
| Yves Coussain             |  | UDF         | Cantal                |
| Jean-Michel Couve         |  | RPR         | Var                   |
| René Couveinhes           |  | RPR         | Hérault               |
| Charles Cova              |  | RPR         | Seine-et-Marne        |
| Jean-Yves Cozan           |  | UDF         | Finistère             |
| Henri Cuq                 |  | RPR         | Yvelines              |

## D
| Nom                     |  | Groupe | Circonscription         |
| ----------------------- |  | ------ | ----------------------- |
| Christian Daniel        |  | RPR    | Côtes-d'Armor           |
| Alain Danilet           |  | RPR    | Gard                    |
| Olivier Darrason        |  | UDF    | Bouches-du-Rhône        |
| Camille Darsières       |  | a. PS  | Martinique              |
| Olivier Dassault        |  | RPR    | Oise                    |
| Marc-Philippe Daubresse |  | UDF    | Nord                    |
| Martine David           |  | PS     | Rhône                   |
| Bernard Davoine         |  | PS     | Nord                    |
| Gabriel Deblock         |  | a. RPR | Nord                    |
| Bernard Debré           |  | RPR    | Indre-et-Loire          |
| Jean-Louis Debré        |  | RPR    | Eure                    |
| Jean-Claude Decagny     |  | UDF    | Nord                    |
| Jean-Pierre Defontaine  |  | a. PS  | Pas-de-Calais           |
| Lucien Degauchy         |  | RPR    | Oise                    |
| Arthur Dehaine          |  | RPR    | Oise                    |
| Jean-Pierre Delalande   |  | RPR    | Val-d'Oise              |
| Francis Delattre        |  | UDF    | Val-d'Oise              |
| Richard Dell'Agnola     |  | RPR    | Val-de-Marne            |
| Pierre Delmar           |  | RPR    | Alpes-de-Haute-Provence |
| Jean-Jacques Delmas     |  | UDF    | Lozère                  |
| Jean-Jacques Delvaux    |  | RPR    | Pas-de-Calais           |
| Jean-Marie Demange      |  | RPR    | Moselle                 |
| Claude Demassieux       |  | RPR    | Pas-de-Calais           |
| Christian Demuynck      |  | RPR    | Seine-Saint-Denis       |
| Jean-François Deniau    |  | UDF    | Cher                    |
| Xavier Deniau           |  | RPR    | Loiret                  |
| Yves Deniaud            |  | RPR    | Orne                    |
| Léonce Deprez           |  | UDF    | Pas-de-Calais           |
| Bernard Derosier        |  | PS     | Nord                    |
| Jean Desanlis           |  | UDF    | Loir-et-Cher            |
| Jean-Jacques Descamps   |  | UDF    | Indre-et-Loire          |
| Michel Destot           |  | PS     | Isère                   |
| Alain Devaquet          |  | RPR    | Paris                   |
| Patrick Devedjian       |  | RPR    | Hauts-de-Seine          |
| Emmanuel Dewees         |  | RPR    | Nord                    |
| Claude Dhinnin          |  | RPR    | Nord                    |
| Serge Didier            |  | UDF    | Haute-Garonne           |
| Jean Diebold            |  | RPR    | Haute-Garonne           |
| Willy Diméglio          |  | UDF    | Hérault                 |
| Éric Doligé             |  | RPR    | Loiret                  |
| Laurent Dominati        |  | UDF    | Paris                   |
| Maurice Dousset         |  | UDF    | Eure-et-Loir            |
| Philippe Douste-Blazy   |  | UDF    | Hautes-Pyrénées         |
| Julien Dray             |  | PS     | Essonne                 |
| Guy Drut                |  | RPR    | Seine-et-Marne          |
| Jean-Michel Dubernard   |  | a. RPR | Rhône                   |
| Éric Duboc              |  | RPR    | Vienne                  |
| Philippe Dubourg        |  | RPR    | Gironde                 |
| Pierre Ducout           |  | PS     | Gironde                 |
| Xavier Dugoin           |  | RPR    | Essonne                 |
| Dominique Dupilet       |  | PS     | Pas-de-Calais           |
| Christian Dupuy         |  | RPR    | Hauts-de-Seine          |
| Georges Durand          |  | UDF    | Drôme                   |
| Jean-Paul Durieux       |  | PS     | Meurthe-et-Moselle      |
| André Durr              |  | RPR    | Bas-Rhin                |

## E
| Nom                 |  | Groupe | Circonscription |
| ------------------- |  | ------ | --------------- |
| Charles Ehrmann     |  | UDF    | Alpes-Maritimes |
| Henri Emmanuelli    |  | PS     | Landes          |
| Christian Estrosi   |  | RPR    | Alpes-Maritimes |
| Jean-Claude Étienne |  | RPR    | Marne           |

## F
| Nom                  |  | Groupe      | Circonscription     |
| -------------------- |  | ----------- | ------------------- |
| Laurent Fabius       |  | PS          | Seine-Maritime      |
| Jean Falala          |  | RPR         | Marne               |
| Hubert Falco         |  | UDF         | Var                 |
| Michel Fanget        |  | UDF         | Puy-de-Dôme         |
| André Fanton         |  | RPR         | Calvados            |
| Régis Fauchoit       |  | Non inscrit | Nord                |
| Jacques-Michel Faure |  | RPR         | Haute-Vienne        |
| Pierre Favre         |  | UDF         | Gironde             |
| Jacques Féron        |  | a. RPR      | Paris               |
| Jean-Michel Ferrand  |  | RPR         | Vaucluse            |
| Gratien Ferrari      |  | UDF         | Savoie              |
| Alain Ferry          |  | Non inscrit | Bas-Rhin            |
| Charles Fèvre        |  | UDF         | Haute-Marne         |
| François Fillon      |  | RPR         | Sarthe              |
| Jacques Floch        |  | PS          | Loire-Atlantique    |
| Gaston Flosse        |  | RPR         | Polynésie française |
| Nicolas Forissier    |  | UDF         | Indre               |
| Jean-Pierre Foucher  |  | UDF         | Hauts-de-Seine      |
| Jean-Michel Fourgous |  | RPR         | Yvelines            |
| Gaston Franco        |  | RPR         | Alpes-Maritimes     |
| Marc Fraysse         |  | RPR         | Rhône               |
| Yves Fréville        |  | UDF         | Ille-et-Vilaine     |
| Bernard de Froment   |  | RPR         | Creuse              |
| Jean-Paul Fuchs      |  | UDF         | Haut-Rhin           |

## G
| Nom                      |  | Groupe      | Circonscription          |
| ------------------------ |  | ----------- | ------------------------ |
| Claude Gaillard          |  | UDF         | Meurthe-et-Moselle       |
| Robert Galley            |  | RPR         | Aube                     |
| René Galy-Dejean         |  | RPR         | Paris                    |
| Gilbert Gantier          |  | UDF         | Paris                    |
| Pierre Garmendia         |  | PS          | Gironde                  |
| Étienne Garnier          |  | RPR         | Loire-Atlantique         |
| René Garrec              |  | UDF         | Calvados                 |
| Daniel Garrigue          |  | RPR         | Dordogne                 |
| Pierre Gascher           |  | Non inscrit | Sarthe                   |
| Henri de Gastines        |  | RPR         | Mayenne                  |
| Kamilo Gata              |  | a. PS       | Wallis-et-Futuna         |
| Claude Gatignol          |  | UDF         | Manche                   |
| Jean de Gaulle           |  | RPR         | Paris                    |
| Jean-Claude Gayssot      |  | PCF         | Seine-Saint-Denis        |
| Jean Geney               |  | RPR         | Doubs                    |
| Germain Gengenwin        |  | UDF         | Bas-Rhin                 |
| Aloys Geoffroy           |  | UDF         | Meurthe-et-Moselle       |
| André Gerin              |  | PCF         | Rhône                    |
| Alain Gest               |  | UDF         | Somme                    |
| Jean-Marie Geveaux       |  | RPR         | Sarthe                   |
| Charles Gheerbrant       |  | UDF         | Pas-de-Calais            |
| Michel Ghysel            |  | RPR         | Nord                     |
| Claude Girard            |  | RPR         | Doubs                    |
| Michel Giraud            |  | RPR         | Val-de-Marne             |
| Valéry Giscard d'Estaing |  | UDF         | Puy-de-Dôme              |
| Jean Glavany             |  | PS          | Hautes-Pyrénées          |
| Jean-Louis Goasduff      |  | RPR         | Finistère                |
| Michel Godard            |  | UDF         | Morbihan                 |
| Jacques Godfrain         |  | RPR         | Aveyron                  |
| François-Michel Gonnot   |  | UDF         | Oise                     |
| Georges Gorse            |  | RPR         | Hauts-de-Seine           |
| Jean Gougy               |  | RPR         | Pyrénées-Atlantiques     |
| Christian Gourmelen      |  | UDF         | Val-d'Oise               |
| Marie-Fanny Gournay      |  | RPR         | Nord                     |
| Michel Grandpierre       |  | PCF         | Seine-Maritime           |
| Jean Gravier             |  | UDF         | Allier                   |
| Maxime Gremetz           |  | PCF         | Somme                    |
| Gérard Grignon           |  | UDF         | Saint-Pierre-et-Miquelon |
| Hubert Grimault          |  | UDF         | Maine-et-Loire           |
| Alain Griotteray         |  | UDF         | Val-de-Marne             |
| François Grosdidier      |  | RPR         | Moselle                  |
| Louis Guédon             |  | RPR         | Vendée                   |
| Ambroise Guellec         |  | UDF         | Finistère                |
| Olivier Guichard         |  | RPR         | Loire-Atlantique         |
| Lucien Guichon           |  | RPR         | Ain                      |
| Évelyne Guilhem          |  | RPR         | Haute-Vienne             |
| François Guillaume       |  | RPR         | Meurthe-et-Moselle       |
| Jean-Jacques Guillet     |  | RPR         | Hauts-de-Seine           |
| Jacques Guyard           |  | PS          | Essonne                  |

## H
| Nom                 |  | Groupe | Circonscription  |
| ------------------- |  | ------ | ---------------- |
| Michel Habig        |  | RPR    | Haut-Rhin        |
| Jean-Yves Haby      |  | UDF    | Hauts-de-Seine   |
| Georges Hage        |  | PCF    | Nord             |
| Gérard Hamel        |  | RPR    | Eure-et-Loir     |
| Michel Hannoun      |  | RPR    | Isère            |
| François d'Harcourt |  | UDF    | Calvados         |
| Joël Hart           |  | RPR    | Somme            |
| Pierre Hellier      |  | UDF    | Sarthe           |
| Pierre Hériaud      |  | UDF    | Loire-Atlantique |
| Guy Hermier         |  | PCF    | Bouches-du-Rhône |
| Patrick Hoguet      |  | UDF    | Eure-et-Loir     |
| Françoise Hostalier |  | UDF    | Nord             |
| Philippe Houillon   |  | UDF    | Val-d'Oise       |
| Pierre-Rémy Houssin |  | RPR    | Charente         |
| Élisabeth Hubert    |  | RPR    | Loire-Atlantique |
| Robert Huguenard    |  | RPR    | Haute-Garonne    |
| Michel Hunault      |  | RPR    | Loire-Atlantique |
| Jean-Jacques Hyest  |  | UDF    | Seine-et-Marne   |

## I
| Nom                      |  | Groupe | Circonscription      |
| ------------------------ |  | ------ | -------------------- |
| Jean-Louis Idiart        |  | PS     | Haute-Garonne        |
| Amédée Imbert            |  | UDF    | Ardèche              |
| Michel Inchauspé         |  | RPR    | Pyrénées-Atlantiques |
| Bernadette Isaac-Sibille |  | UDF    | Rhône                |

## J
| Nom                 |  | Groupe | Circonscription     |
| ------------------- |  | ------ | ------------------- |
| Yvon Jacob          |  | a. RPR | Ille-et-Vilaine     |
| Muguette Jacquaint  |  | PCF    | Seine-Saint-Denis   |
| Denis Jacquat       |  | UDF    | Moselle             |
| Michel Jacquemin    |  | UDF    | Doubs               |
| Frédéric Jalton     |  | PS     | Guadeloupe          |
| Janine Jambu        |  | PCF    | Hauts-de-Seine      |
| Serge Janquin       |  | PS     | Pas-de-Calais       |
| Henry Jean-Baptiste |  | UDF    | Mayotte             |
| Gérard Jeffray      |  | UDF    | Seine-et-Marne      |
| Jean-Jacques Jégou  |  | UDF    | Val-de-Marne        |
| Antoine Joly        |  | RPR    | Sarthe              |
| Charles Josselin    |  | PS     | Côtes-d'Armor       |
| Didier Julia        |  | RPR    | Seine-et-Marne      |
| Alain Juppé         |  | RPR    | Paris               |
| Jean Juventin       |  | RPR    | Polynésie française |

## K
| Nom                  |  | Groupe | Circonscription  |
| -------------------- |  | ------ | ---------------- |
| Gabriel Kaspereit    |  | RPR    | Paris            |
| Aimé Kergueris       |  | UDF    | Morbihan         |
| Christian Kert       |  | UDF    | Bouches-du-Rhône |
| Jean Kiffer          |  | RPR    | Moselle          |
| Joseph Klifa         |  | UDF    | Haut-Rhin        |
| Jean-Pierre Kucheida |  | PS     | Pas-de-Calais    |

## L
| Nom                         |  | Groupe      | Circonscription      |
| --------------------------- |  | ----------- | -------------------- |
| André Labarrère             |  | PS          | Pyrénées-Atlantiques |
| Patrick Labaune             |  | RPR         | Drôme                |
| Marc Laffineur              |  | UDF         | Maine-et-Loire       |
| Jacques Lafleur             |  | RPR         | Nouvelle-Calédonie   |
| Henri Lalanne               |  | UDF         | Landes               |
| Jean-Claude Lamant          |  | RPR         | Aisne                |
| Alain Lamassoure            |  | UDF         | Pyrénées-Atlantiques |
| Raymond Lamontagne          |  | RPR         | Val-d'Oise           |
| Édouard Landrain            |  | UDF         | Loire-Atlantique     |
| Jack Lang                   |  | PS          | Loir-et-Cher         |
| Pierre Lang                 |  | UDF         | Moselle              |
| Philippe Langenieux-Villard |  | RPR         | Isère                |
| Harry Lapp                  |  | UDF         | Bas-Rhin             |
| Gérard Larrat               |  | UDF         | Aude                 |
| Louis Lauga                 |  | RPR         | Landes               |
| Thierry Lazaro              |  | RPR         | Nord                 |
| Bernard Leccia              |  | RPR         | Bouches-du-Rhône     |
| Jean-Yves Le Déaut          |  | PS          | Meurthe-et-Moselle   |
| Jean-Claude Lefort          |  | PCF         | Val-de-Marne         |
| Marc Le Fur                 |  | RPR         | Côtes-d'Armor        |
| Philippe Legras             |  | RPR         | Haute-Saône          |
| Pierre Lellouche            |  | RPR         | Val-d'Oise           |
| Jean-Claude Lemoine         |  | RPR         | Manche               |
| Jacques Le Nay              |  | Non inscrit | Morbihan             |
| Jean-Claude Lenoir          |  | Non inscrit | Orne                 |
| Gérard Léonard              |  | RPR         | Meurthe-et-Moselle   |
| Jean-Louis Leonard          |  | RPR         | Charente-Maritime    |
| François Léotard            |  | UDF         | Var                  |
| Serge Lepeltier             |  | RPR         | Cher                 |
| Louis Le Pensec             |  | PS          | Finistère            |
| Arnaud Lepercq              |  | RPR         | Vienne               |
| Pierre Lequiller            |  | UDF         | Yvelines             |
| Bernard Leroy               |  | UDF         | Eure                 |
| Roger Lestas                |  | UDF         | Mayenne              |
| André Lesueur               |  | RPR         | Martinique           |
| Édouard Leveau              |  | RPR         | Seine-Maritime       |
| Alain Le Vern               |  | PS          | Seine-Maritime       |
| Maurice Ligot               |  | UDF         | Maine-et-Loire       |
| Jacques Limouzy             |  | RPR         | Tarn                 |
| Jean de Lipkowski           |  | RPR         | Charente-Maritime    |
| Gérard Longuet              |  | UDF         | Meuse                |
| François Loos               |  | UDF         | Bas-Rhin             |
| Arsène Lux                  |  | a. RPR      | Meuse                |

## M
| Nom                    |  | Groupe      | Circonscription  |
| ---------------------- |  | ----------- | ---------------- |
| Alain Madalle          |  | Non inscrit | Aude             |
| Alain Madelin          |  | UDF         | Ille-et-Vilaine  |
| Claude Malhuret        |  | UDF         | Allier           |
| Martin Malvy           |  | PS          | Lot              |
| Jean-François Mancel   |  | RPR         | Oise             |
| Daniel Mandon          |  | UDF         | Loire            |
| Raymond Marcellin      |  | UDF         | Morbihan         |
| Georges Marchais       |  | PCF         | Val-de-Marne     |
| Yves Marchand          |  | UDF         | Hérault          |
| Claude-Gérard Marcus   |  | RPR         | Paris            |
| Thierry Mariani        |  | RPR         | Vaucluse         |
| Hervé Mariton          |  | UDF         | Drôme            |
| Alain Marleix          |  | RPR         | Cantal           |
| Alain Marsaud          |  | RPR         | Haute-Vienne     |
| Jean Marsaudon         |  | RPR         | Essonne          |
| Philippe Martin        |  | Non inscrit | Marne            |
| Henriette Martinez     |  | RPR         | Hautes-Alpes     |
| Patrice Martin-Lalande |  | RPR         | Loir-et-Cher     |
| Jacques Masdeu-Arus    |  | RPR         | Yvelines         |
| Marius Masse           |  | PS          | Bouches-du-Rhône |
| Jean Louis Masson      |  | RPR         | Moselle          |
| Philippe Mathot        |  | UDF         | Ardennes         |
| Didier Mathus          |  | PS          | Saône-et-Loire   |
| Jean-François Mattei   |  | UDF         | Bouches-du-Rhône |
| Alain Mayoud           |  | UDF         | Rhône            |
| Pierre Mazeaud         |  | RPR         | Haute-Savoie     |
| Pierre Méhaignerie     |  | UDF         | Ille-et-Vilaine  |
| Jacques Mellick        |  | PS          | Pas-de-Calais    |
| Paul Mercieca          |  | PCF         | Val-de-Marne     |
| Pierre Merli           |  | UDF         | Alpes-Maritimes  |
| Denis Merville         |  | RPR         | Seine-Maritime   |
| Georges Mesmin         |  | UDF         | Paris            |
| Philippe Mestre        |  | UDF         | Vendée           |
| Louis Mexandeau        |  | PS          | Calvados         |
| Gilbert Meyer          |  | RPR         | Haut-Rhin        |
| Michel Meylan          |  | UDF         | Haute-Savoie     |
| Pierre Micaux          |  | UDF         | Aube             |
| Lucette Michaux-Chevry |  | RPR         | Guadeloupe       |
| Jean-Pierre Michel     |  | PS          | Haute-Saône      |
| Didier Migaud          |  | PS          | Isère            |
| Jean-Claude Mignon     |  | RPR         | Seine-et-Marne   |
| Charles Millon         |  | UDF         | Ain              |
| Charles Miossec        |  | RPR         | Finistère        |
| Odile Moirin           |  | RPR         | Essonne          |
| Aymeri de Montesquiou  |  | UDF         | Gers             |
| Louise Moreau          |  | UDF         | Alpes-Maritimes  |
| Jean-Marie Morisset    |  | UDF         | Deux-Sèvres      |
| Georges Mothron        |  | RPR         | Val-d'Oise       |
| Ernest Moutoussamy     |  | a. PCF      | Guadeloupe       |
| Alain Moyne-Bressand   |  | UDF         | Isère            |
| Alfred Muller          |  | Non inscrit | Bas-Rhin         |
| Bernard Murat          |  | RPR         | Corrèze          |
| Renaud Muselier        |  | RPR         | Bouches-du-Rhône |
| Jacques Myard          |  | RPR         | Yvelines         |

## N
| Nom               |  | Groupe      | Circonscription    |
| ----------------- |  | ----------- | ------------------ |
| Véronique Neiertz |  | PS          | Seine-Saint-Denis  |
| Maurice Nénou     |  | RPR         | Nouvelle-Calédonie |
| Jean-Marc Nesme   |  | UDF         | Saône-et-Loire     |
| Catherine Nicolas |  | RPR         | Eure               |
| Yves Nicolin      |  | UDF         | Loire              |
| Michel Noir       |  | Non inscrit | Rhône              |
| Hervé Novelli     |  | UDF         | Indre-et-Loire     |
| Roland Nungesser  |  | RPR         | Val-de-Marne       |

## O
| Nom            |  | Groupe | Circonscription |
| -------------- |  | ------ | --------------- |
| Patrick Ollier |  | RPR    | Hautes-Alpes    |

## P
| Nom                      |  | Groupe | Circonscription   |
| ------------------------ |  | ------ | ----------------- |
| Arthur Paecht            |  | UDF    | Var               |
| Dominique Paillé         |  | UDF    | Deux-Sèvres       |
| Françoise de Panafieu    |  | RPR    | Paris             |
| Robert Pandraud          |  | RPR    | Seine-Saint-Denis |
| Monique Papon            |  | UDF    | Loire-Atlantique  |
| Pierre Pascallon         |  | RPR    | Puy-de-Dôme       |
| Pierre Pasquini          |  | RPR    | Haute-Corse       |
| Michel Pelchat           |  | UDF    | Essonne           |
| Jacques Pélissard        |  | RPR    | Jura              |
| Daniel Pennec            |  | a. RPR | Côtes-d'Armor     |
| Dominique Perben         |  | RPR    | Saône-et-Loire    |
| Jean-Jacques de Peretti  |  | RPR    | Dordogne          |
| Michel Péricard          |  | RPR    | Yvelines          |
| Pierre-André Périssol    |  | RPR    | Allier            |
| Francisque Perrut        |  | UDF    | Rhône             |
| Pierre Petit             |  | RPR    | Martinique        |
| Alain Peyrefitte         |  | RPR    | Seine-et-Marne    |
| Jean-Pierre Philibert    |  | UDF    | Loire             |
| Yann Piat                |  | UDF    | Var               |
| Daniel Picotin           |  | UDF    | Gironde           |
| Louis Pierna             |  | PCF    | Seine-Saint-Denis |
| Jean-Pierre Pierre-Bloch |  | UDF    | Paris             |
| André-Maurice Pihouée    |  | RPR    | La Réunion        |
| Xavier Pintat            |  | UDF    | Gironde           |
| Étienne Pinte            |  | RPR    | Yvelines          |
| Serge Poignant           |  | RPR    | Loire-Atlantique  |
| Ladislas Poniatowski     |  | UDF    | Eure              |
| Bernard Pons             |  | RPR    | Paris             |
| Jean-Pierre Pont         |  | UDF    | Pas-de-Calais     |
| Marcel Porcher           |  | RPR    | Val-d'Oise        |
| Robert Poujade           |  | RPR    | Côte-d'Or         |
| Alain Poyart             |  | RPR    | Nord              |
| Jean-Luc Préel           |  | UDF    | Vendée            |
| Claude Pringalle         |  | RPR    | Nord              |
| Jean Proriol             |  | UDF    | Haute-Loire       |

## Q
| Nom            |  | Groupe | Circonscription |
| -------------- |  | ------ | --------------- |
| Paul Quilès    |  | PS     | Tarn            |
| Pierre Quillet |  | RPR    | Seine-et-Marne  |

## R
| Nom                      |  | Groupe      | Circonscription         |
| ------------------------ |  | ----------- | ----------------------- |
| Jean-Bernard Raimond     |  | RPR         | Bouches-du-Rhône        |
| Éric Raoult              |  | RPR         | Seine-Saint-Denis       |
| Jean-Luc Reitzer         |  | RPR         | Haut-Rhin               |
| Charles Revet            |  | UDF         | Seine-Maritime          |
| Marc Reymann             |  | UDF         | Bas-Rhin                |
| Georges Richard          |  | RPR         | Lot-et-Garonne          |
| Henri de Richemont       |  | RPR         | Charente                |
| Jean Rigaud              |  | UDF         | Rhône                   |
| Simone Rignault          |  | RPR         | Nièvre                  |
| Pierre Rinaldi           |  | RPR         | Alpes-de-Haute-Provence |
| Yves Rispat              |  | a. RPR      | Gers                    |
| Jean Roatta              |  | UDF         | Bouches-du-Rhône        |
| Gilles de Robien         |  | UDF         | Somme                   |
| Jean-Paul de Rocca Serra |  | RPR         | Corse-du-Sud            |
| François Rochebloine     |  | UDF         | Loire                   |
| Alain Rodet              |  | PS          | Haute-Vienne            |
| Marie-Josée Roig         |  | RPR         | Vaucluse                |
| Marcel Roques            |  | UDF         | Hérault                 |
| Serge Roques             |  | UDF         | Aveyron                 |
| Jean Rosselot            |  | RPR         | Territoire de Belfort   |
| André Rossi              |  | UDF         | Aisne                   |
| José Rossi               |  | UDF         | Corse-du-Sud            |
| André Rossinot           |  | UDF         | Meurthe-et-Moselle      |
| Monique Rousseau         |  | RPR         | Doubs                   |
| François Roussel         |  | RPR         | Dordogne                |
| Yves Rousset-Rouard      |  | UDF         | Vaucluse                |
| Michel Roussin           |  | RPR         | Paris                   |
| Max Roustan              |  | UDF         | Gard                    |
| Jean-Marie Roux          |  | RPR         | Ardèche                 |
| Xavier de Roux           |  | UDF         | Charente-Maritime       |
| Ségolène Royal           |  | PS          | Deux-Sèvres             |
| Jean Royer               |  | Non inscrit | Indre-et-Loire          |
| Antoine Rufenacht        |  | RPR         | Seine-Maritime          |

## S
| Nom                         |  | Groupe      | Circonscription     |
| --------------------------- |  | ----------- | ------------------- |
| Francis Saint-Ellier        |  | UDF         | Calvados            |
| Frédéric de Saint-Sernin    |  | RPR         | Dordogne            |
| Rudy Salles                 |  | UDF         | Alpes-Maritimes     |
| André Santini               |  | UDF         | Hauts-de-Seine      |
| Nicolas Sarkozy             |  | RPR         | Hauts-de-Seine      |
| Joël Sarlot                 |  | UDF         | Vendée              |
| Georges Sarre               |  | PS          | Paris               |
| Bernard Saugey              |  | UDF         | Isère               |
| Gérard Saumade              |  | Non inscrit | Hérault             |
| François Sauvadet           |  | UDF         | Côte-d'Or           |
| Suzanne Sauvaigo            |  | RPR         | Alpes-Maritimes     |
| Bernard Schreiner           |  | RPR         | Bas-Rhin            |
| Roger-Gérard Schwartzenberg |  | a. PS       | Val-de-Marne        |
| Philippe Séguin             |  | RPR         | Vosges              |
| Jean Seitlinger             |  | UDF         | Moselle             |
| Bernard Serrou              |  | RPR         | Hérault             |
| Henri Sicre                 |  | PS          | Pyrénées-Orientales |
| Jean-Pierre Soisson         |  | Non inscrit | Yonne               |
| Daniel Soulage              |  | UDF         | Lot-et-Garonne      |
| Alain Suguenot              |  | RPR         | Côte-d'Or           |

## T
| Nom                         |  | Groupe      | Circonscription  |
| --------------------------- |  | ----------- | ---------------- |
| Frantz Taittinger           |  | Non inscrit | Hauts-de-Seine   |
| Bernard Tapie               |  | Non inscrit | Bouches-du-Rhône |
| Jean Tardito                |  | PCF         | Bouches-du-Rhône |
| Christiane Taubira-Delannon |  | Non inscrit | Guyane           |
| Guy Teissier                |  | UDF         | Bouches-du-Rhône |
| Paul-Louis Tenaillon        |  | UDF         | Yvelines         |
| Michel Terrot               |  | RPR         | Rhône            |
| André Thien Ah Koon         |  | Non inscrit | La Réunion       |
| Jean-Claude Thomas          |  | RPR         | Marne            |
| Jean-Pierre Thomas          |  | UDF         | Vosges           |
| Franck Thomas-Richard       |  | UDF         | Cher             |
| Jean Tiberi                 |  | RPR         | Paris            |
| Jacques Toubon              |  | RPR         | Paris            |
| Alfred Trassy-Paillogues    |  | RPR         | Seine-Maritime   |
| Gérard Trémège              |  | UDF         | Hautes-Pyrénées  |
| André Trigano               |  | a. UDF      | Ariège           |
| Georges Tron                |  | RPR         | Essonne          |
| Anicet Turinay              |  | a. RPR      | Martinique       |

## U
| Nom              |  | Groupe      | Circonscription |
| ---------------- |  | ----------- | --------------- |
| Jean Ueberschlag |  | RPR         | Haut-Rhin       |
| Jean Urbaniak    |  | Non inscrit | Pas-de-Calais   |

## V
| Nom                   |  | Groupe      | Circonscription  |
| --------------------- |  | ----------- | ---------------- |
| Léon Vachet           |  | RPR         | Bouches-du-Rhône |
| Jean Valleix          |  | RPR         | Gironde          |
| Yves Van Haecke       |  | RPR         | Yonne            |
| Christian Vanneste    |  | RPR         | Nord             |
| François Vannson      |  | a. RPR      | Vosges           |
| Philippe Vasseur      |  | UDF         | Pas-de-Calais    |
| Paul Vergès           |  | Non inscrit | La Réunion       |
| Jacques Vernier       |  | RPR         | Nord             |
| Françoise de Veyrinas |  | UDF         | Haute-Garonne    |
| Gérard Vignoble       |  | UDF         | Nord             |
| Philippe de Villiers  |  | UDF         | Vendée           |
| Jean-Paul Virapoullé  |  | UDF         | La Réunion       |
| Claude Vissac         |  | a. RPR      | Ardennes         |
| Robert-André Vivien   |  | RPR         | Val-de-Marne     |
| Gérard Voisin         |  | UDF         | Saône-et-Loire   |
| Michel Voisin         |  | UDF         | Ain              |
| Michel Vuibert        |  | UDF         | Ardennes         |
| Roland Vuillaume      |  | RPR         | Doubs            |

## W
| Nom                  |  | Groupe      | Circonscription |
| -------------------- |  | ----------- | --------------- |
| Aloyse Warhouver     |  | Non inscrit | Moselle         |
| Jean-Jacques Weber   |  | UDF         | Haut-Rhin       |
| Pierre-André Wiltzer |  | UDF         | Essonne         |

## Z
| Nom              |  | Groupe      | Circonscription |
| ---------------- |  | ----------- | --------------- |
| Adrien Zeller    |  | UDF         | Bas-Rhin        |
| Émile Zuccarelli |  | Non inscrit | Haute-Corse     |